# Półwysep Czukocki
Półwysep Czukocki (ros. Чукотский Полуостров, Чукотка) – półwysep w Azji, w syberyjskiej części Rosji, nad Morzem Czukockim i pacyficzną Zatoką Anadyrską Morza Beringa. Półwysep ten jest najdalej na wschód wysuniętą częścią rosyjskiego Dalekiego Wschodu, częścią Czukockiego Okręgu Autonomicznego. Zakończony na wschodzie Przylądkiem Dieżniowa (po przeciwnej stronie Cieśniny Beringa znajduje się Półwysep Seward, będący częścią Alaski), na południu Przylądkiem Czukockim; granica morska między obydwoma półwyspami jest zarazem granicą państwową między Rosją i USA oraz linią zmiany daty. Półwysep Czukocki leży na kole podbiegunowym północnym.
Powierzchnia 49 tys. km², mocno rozbudowana linia brzegowa – liczne zatoki. Teren górzysty, najwyższy szczyt Ischodnaja 1158 m n.p.m. Temperatury w styczniu od -15 do -40 °C, w lipcu od +5 do +10 °C.
Największe obszary zajmuje tundra. Żyją w niej pieśce, renifery, lisy, wilki i inne zwierzęta. Natomiast w wodach przybrzeżnych morsy, foki i białe niedźwiedzie.
Najdalej na wschód wysunięta część półwyspu jest blokiem prekambryjskiej tarczy anadyrskiej. Prekambryjskie podłoże pokryte jest utworami paleozoicznymi i mezozoicznymi. Budowa geologiczna pozwala przypuszczać, że występują tu cenne kopaliny. Stwierdzono występowanie złota, srebra, miedzi, cyny, wolframu i węgla kamiennego.
Półwysep Czukocki zamieszkany jest przez około dziesięć tysięcy osób, głównie Rosjan i Czukczów, zajmujących się łowiectwem zwierząt futerkowych, rybołówstwem, wydobyciem rud cyny i wolframu oraz poszukiwaniem złota. Na wybrzeżu Zat. Anadyrskiej znajduje się główna miejscowość liczącego 5,1 tys. mieszkańców regionu południowego – port (i lądowisko samolotów) Prowidienija (ok.  2800 mieszkańców), w części północnej półwyspu (4,6 tys. mieszk.) znajdują się miejscowości Ławrentia (ok.  1300 mieszk.), Lorino (ok.  1200 mieszk.) i Uelen (ok.  700 mieszk.). Na skalistym przylądku Uelen znajduje się czynna od 1936 stacja polarna.
Półwysep Czukocki zdobyty został przez Rosję w XVIII wieku po długotrwałej wojnie z Czukczami. Jednym z głównych zdobywców był rosyjski oficer polskiego pochodzenia, Dmitrij Pawłucki.